# 순광로
순광로(Sungwang-ro, 順光路)는 전라남도 순천시 왕조동에서 광양시 광양읍의 인동교차로까지 연결하는 도로이다.

## 연혁
- 2009년 7월 3일 : 2개 이상 시·군에 걸쳐 있는 광역도로로 순광로를 고시[1]

## 주요 경유지
전라남도
- 순천시 (왕조동) - 광양시 광양읍

## 노선
| 이름             | 접속 노선                                                             | 소재지         | 소재지                           | 비고                                               |
| 이수로 와 직결   | 이수로 와 직결                                                        | 이수로 와 직결 | 이수로 와 직결                   | 이수로 와 직결                                     |
| ---------------- | --------------------------------------------------------------------- | -------------- | -------------------------------- | -------------------------------------------------- |
| 조례사거리       | 국도 제2호선 국가지원지방도 제22호선 국가지원지방도 제58호선 (백강로) | 순천시         | 왕조동                           | 국도 제2호선 구간 국가지원지방도 제22, 58호선 구간 |
| 순천조례초등학교 |                                                                       | 순천시         | 왕조동                           | 국도 제2호선 구간 국가지원지방도 제22, 58호선 구간 |
| (이름 없음)      | 조례못등길                                                            | 순천시         | 왕조동                           | 국도 제2호선 구간 국가지원지방도 제22, 58호선 구간 |
| (이름 없음)      | 지봉로                                                                | 순천시         | 왕조동                           | 국도 제2호선 구간 국가지원지방도 제22, 58호선 구간 |
| (이름 없음)      | 백연길                                                                | 순천시         | 왕조동                           | 국도 제2호선 구간 국가지원지방도 제22, 58호선 구간 |
| 상비 교차로      | 국도 제2호선 국도 제17호선 국가지원지방도 제22호선 (무평로)           | 순천시         | 왕조동                           | 국도 제2호선 구간 국가지원지방도 제22, 58호선 구간 |
| 순천성가롤로병원 |                                                                       | 순천시         | 왕조동                           | 국가지원지방도 제58호선 구간                       |
| (이름 없음)      | 해촌길                                                                | 순천시         | 왕조동                           | 국가지원지방도 제58호선 구간                       |
| 반송재           |                                                                       | 순천시         | 왕조동                           | 국가지원지방도 제58호선 구간                       |
|                  | 광양시                                                                | 광양읍         |                                  | 국가지원지방도 제58호선 구간                       |
| (이름 없음)      | 광양시                                                                | 광양읍         | 국가지원지방도 제58호선 (덕용로) | 국가지원지방도 제58호선 구간                       |
| 덕례 교차로      | 광양시                                                                | 광양읍         | 갈티로 인덕천로                  |                                                    |
| (이름 없음)      | 광양시                                                                | 광양읍         | 대학로 예구1길                   |                                                    |
| 덕례사거리       | 광양시                                                                | 광양읍         | 지방도 제863호선 (인덕로)        |                                                    |
| 광양교           | 광양시                                                                | 광양읍         |                                  |                                                    |
| (이름 없음)      | 광양시                                                                | 광양읍         | 서천변로                         |                                                    |
| 터미널 교차로    | 광양시                                                                | 광양읍         | 신덕로                           |                                                    |
| 인동 교차로      | 광양시                                                                | 광양읍         | 백운로 숲샘길                    |                                                    |
| 신재로와 직결    |                                                                       |                |                                  |                                                    |

## 주요 건물 및 시설
- GS칼텍스 금당주유소 (순광로 34/조례동 1590-1)
- 한국타이어 (순광로 38/조례동 1590-2)
- 맥도날드 순천조례DT점 (순광로 75/조례동 382-1)
- SK에너지 더풍전주유소 (순광로 81/조례동 382-10)
- GS칼텍스 왕조LPG충전소 (순광로 95/조례동 357-8)
- SK에너지 봉화셀프주유소 (순광로 152/조례동 147-7)
- GS칼텍스 대한제2주유소 (순광로 162/조례동 129)
- 현대자동차 순천서비스센터 (순광로 197/조례동 7)
- SK에너지 기분조은주유소 (순광로 270/복성리 597)
- SK에너지 현우금화주유소 (순광로 333/덕례리 1365-3)
- GS칼텍스 덕례주유소 (순광로 402/덕례리 1113)
- LF스퀘어 테라스몰 광양점 (순광로 466/덕례리 1834)
- CGV 광양엘에프스퀘어점 (순광로 466/덕례리 1834)
- S-OIL 정품주유소 (순광로 589/덕례리 3-3)
- E1 아폴론LPG충전소 (순광로 591/덕례리 2-7)
- GS칼텍스 광양주유소 (순광로 647/인서리 467-12)
- HD현대오일뱅크 차사랑주유소 (순광로 648/인서리 258-1)
- 농협 광양농협주유소 (순광로 667/인서리 466-4)
- S-OIL 역전주유소 (순광로 679/인서리 414-8)
- 광양터미널 (순광로 688/인동리 413)